# Pyrgodera cristata
Pyrgodera cristata is een rechtvleugelig insect uit de familie veldsprinkhanen (Acrididae). De wetenschappelijke naam van deze soort is voor het eerst geldig gepubliceerd in 1822 door Fischer von Waldheim.